# Tulsa (Oklahoma)
Tulsa is de op een na grootste stad van de staat Oklahoma in de Verenigde Staten, na Oklahoma City. Het is de hoofdplaats van Tulsa County. Tulsa ligt aan de rivier de Arkansas in het oostelijke deel van de staat. De stad heeft 413.066 inwoners (2020). De agglomeratie Tulsa heeft 1.015.331 inwoners (2020).

## Geschiedenis

### Indian Territory
Tulsa was oorspronkelijk een deel van het Indian Territory, een gebied waarnaar indianen vanuit andere delen van de Verenigde Staten gedwongen werden te verhuizen.

### Oliehoofdstad
In 1901 werd er olie gevonden in het plaatsje Red Fork, ten zuidwesten van Tulsa. Als gevolg veranderde Tulsa van een rustig indiaans plaatsje in een boomtown die oliewerkers, zakenlieden en avonturiers aantrok. In 1904 werd een brug over de rivier de Arkansas gebouwd. In 1905 werd er meer olie gevonden in het nabije Glenpool, waarna Tulsa een centrum werd van alle activiteiten die met de olie- en gasindustrie te maken hadden. Tulsa werd de "oliehoofdstad van de wereld" genoemd. Na de oliecrisis van 1982 tot 1984 ging deze titel naar Houston, Texas.

### Bloedbad 1921
Het gesegregeerde Tulsa werd op 1 juni 1921 opgeschrikt door de zogenaamde "Rassenrellen van Tulsa"; een geweldsuitbarsting van een blanke menigte, gericht tegen de zwarte inwoners van de stad. Na een incident, ten gevolge van de arrestatie van een zwarte schoenpoetser bestormde een grote menigte blanke inwoners de Afro-Amerikaanse wijk Greenwood, destijds 'Black Wall Street' genoemd. De wijk werd volledig verwoest. Het precieze dodenaantal is niet bekend, maar mogelijk ligt het rond de driehonderd. Een gedegen onderzoek werd destijds niet gedaan en verzekeringsmaatschappijen weigerden de slachtoffers uit te betalen met een beroep op rellenclausules. De Amerikaanse maatschappij ging over tot de orde van de dag en de tragedie werd vergeten. 
Begin 21e eeuw kwam hierin een kentering. In 2021 was Joe Biden als eerste Amerikaanse president eregast bij de 100-jarige herdenkingsplechtigheid in Tulsa. Hij noemde de gebeurtenissen bij hun naam: "Dit waren geen rellen, het was een bloedbad", uitgevoerd door "white supremacists". Biden riep op door te gaan met de strijd tegen racisme..

## Economie
Alhoewel de olie-industrie nog steeds belangrijk is in Tulsa, is de stad nu ook een omvangrijk centrum van de telecommunicatie- en luchtvaartindustrie.
De luchtvaartmaatschappij American Airlines heeft er een grote basis voor onderhoud van zijn vliegtuigen. Het datacentrum voor SABRE, een van de belangrijke centrale reserveringssystemen voor de commerciële luchtvaart, hotels et cetera, is in Tulsa gevestigd.
Ook veel Amerikaans autoverhuurbedrijven, zoals Avis, Dollar, Budget, Thrifty en National hebben kantoren en reserveringssystemen in Tulsa. Dit stamt uit de tijd dat datacommunicatielijnen nog erg duur waren en het daarom gunstig was om nationale reserveringssystemen in het centrum van het land te plaatsen.

## Verkeer en vervoer
De plaatselijke luchthaven is Tulsa International Airport met meer dan 3 miljoen reizigers per jaar en 70 vertrekkende vluchten per dag.
Tulsa ligt aan Interstate 44, die de stad naar het oosten met Saint Louis (Missouri) verbindt en naar het westen met Oklahoma City en vandaar door naar Texas.
Tulsa ligt ook aan de legendarische, sinds 1985 toeristische Route 66 van Chicago naar Los Angeles.
Ten oosten van Tulsa, in de plaats Catoosa, ligt de haven van Tulsa (Tulsa Port of Catoosa) die de stad een binnenvaartverbinding geeft met de rivier de Mississippi en de haven van South Louisiana.

## Demografie
Van de bevolking is 12,9 % ouder dan 65 jaar en zij bestaat voor 33,9 % uit eenpersoonshuishoudens. De werkloosheid bedraagt 3 % (cijfers volkstelling 2000).
Ongeveer 7,2 % van de bevolking van Tulsa bestaat uit hispanics en latino's, 15,5 % is van Afrikaanse oorsprong en 1,8 % van Aziatische oorsprong.
Het aantal inwoners steeg van 367.167 in 1990 naar 393.049 in 2000 en naar 413.066 in 2020.

## Klimaat
Tulsa heeft een relatief gematigd klimaat met een gemiddelde jaarlijkse temperatuur van 14°C en een jaarlijkse neerslag van gemiddeld 1042 mm. Meer specifiek gaat het om een vochtig subtropisch klimaat (Köppen Cfa). In januari is de gemiddelde temperatuur 1,8 °C, in juli is dat 28,5 °C.

## Tulsa Sound
De bekendste inwoner van Tulsa was de singer/songwriter J.J. Cale. Cale was de bekendste vertolker van de zogenaamde Tulsa Sound. Cale zong in diverse songs over Tulsa en Oklahoma. Daarnaast is de song Tulsa time, geschreven door Danny Flowers (meest bekend in de versie van Eric Clapton en Don Williams), een klassieker geworden. Ook komt de band Hanson (bekend van het lied MMMBop uit 1997) ervandaan.

## Plaatsen in de nabije omgeving
De onderstaande figuur toont nabijgelegen plaatsen in een straal van 20 km rond Tulsa.

## Geboren in Tulsa
- Jennifer Jones (1919-2009), actrice
- Tony Randall (1920-2004), acteur
- Naomi Parker (1921-2018), fabrieksarbeidster en model
- Blake Edwards (1922-2010), filmregisseur en scenarist
- John Ingle (1928-2012), acteur
- Jerry Nelson (1934-2012), Muppet-poppenspeler
- Charles Dumas (1937-2004), atleet
- David Gates (1940), singer-songwriter (Bread)
- Marshall Bell (1942), acteur
- Carl Radle (1942-1980), bassist (Eric Clapton, (Joe Cocker)
- Jim Keltner (1942), jazzdrummer en -percussionist, sessiemuzikant
- Larry Clark (1943), fotograaf en filmregisseur
- John Wilkin (1946), songwriter, zanger en sessiemuzikant
- Mary Kay Place (1947), actrice, filmregisseuse, scenarioschrijfster en zangeres
- Bobby Baldwin (ca. 1950), pokerspeler
- Alfre Woodard (1952), actrice
- Cornel West (1953), hoogleraar theologie en Afro-Amerikaanse studie
- Charlie Wilson (1953), R&B-zanger en muziekproducent
- Wade Williams (1961), acteur
- Garth Brooks (1962), zanger, acteur, songwriter
- Pamela Bach (1963-2025), actrice
- Jeanne Tripplehorn (1963), actrice
- Heather Langenkamp (1964), actrice
- Lauren Stamile (1976), actrice
- Eva Jinek (1978), Amerikaans-Nederlands presentatrice
- Bill Hader (1978), komiek en acteur
- Jared Tyler (1978), singer-songwriter
- Ryan Tedder (1979), songwriter en zanger in de Amerikaanse band OneRepublic
- Wesam Keesh (1987), acteur
- Malese Jow (1991), actrice, zangeres en songwriter
- Mariah Bell (1996), kunstschaatsster
- Kenneth Bednarek (1998), atleet